# 13. Goya-gála
A 13. Goya-gála során az 1998-ban bemutatott spanyol filmeket értékelték. A jelölteket az Academy of Cinematographic Arts and Sciences of Spain választotta ki. A madridi Palacio Municipal de Congresosban tartott ceremóniát az Televisión Española közvetítette 1999. január 23-án. A műsor házigazdája Rosa Maria Sardà volt. A gála során Rafael Alonson kapta meg a tiszteletbeli Goya-díjat.

## Győztesek és jelöltek
A nyertesek félkövérrel jelölve.

### Fő díjak
| Legjobb film | Legjobb rendező |
| --- | --- |
| - Álomlány - Barrio - Külvárosi utcák - A nagyapa - Nyisd ki a szemed | - Fernando León de Aranoa — Barrio - Külvárosi utcák - Alejandro Amenábar — Nyisd ki a szemed - José Luis Garci — A nagyapa - Fernando Trueba — Álomlány                                                                         |
| Legjobb férfi főszereplő | Legjobb női főszereplő |
| - Fernando Fernán Gómez — A nagyapa - Gabino Diego — La hora de los valientes - Eduardo Noriega — Nyisd ki a szemed - Antonio Resines — Álomlány                                                    | - Penélope Cruz — Álomlány - Cayetana Guillén Cuervo — A nagyapa - Najwa Nimri — Az északi sarkkör szerelmesei - Leonor Watling — La hora de los valientes                                                                       |
| Legjobb férfi mellékszereplő | Legjobb női mellékszereplő |
| - Tony Leblanc — Torrente, a törvény két balkeze - Francisco Algora — Barrio - Külvárosi utcák - Agustín González — A nagyapa - Jorge Sanz — Álomlány                                               | - Adriana Ozores — La hora de los valientes - Loles León — Álomlány - Alicia Sánchez — Barrio - Külvárosi utcák - Rosa Maria Sardà — Álomlány                                                                                    |
| Legjobb eredeti forgatókönyv | Legjobb adaptált forgatókönyv |
| - Barrio - Külvárosi utcák — Fernando León de Aranoa - Nyisd ki a szemed — Alejandro Amenábar, Mateo Gil - Az északi sarkkör szerelmesei — Julio Medem - Álomlány — Miguel Ángel Egea, Carlos López | - Mensaka — Salvador García Ruiz - Los años bárbaros — Fernando Colomo, José Ángel Esteban, Carlos López, Nicolás Sánchez Albornoz - A nagyapa — José Luis Garci, Horacio Valcárcel - Mararía — Carlos Álvarez, Antonio Betancor |
| Legjobb új színész | Legjobb új színésznő |
| - Miroslav Táborský — Álomlány - Ernesto Alterio — Los años bárbaros - Javier Cámara — Torrente, a törvény két balkeze - Tristán Ulloa — Mensaka                                                    | - Marieta Orozco — Barrio - Külvárosi utcák - María Esteve — Nada en la nevera - Violeta Rodríguez — Cosas que dejé en La Habana - Goya Toledo — Mararía                                                                         |
| Legjobb iberoamerikai film | Legjobb európai film |
| - El faro — Argentína - Amaneció de golpe — Venezuela - De noche vienes, Esmeralda — Mexikó - Kleines Tropicana - Tropicanita — Kuba/Spanyolország/Németország                                      | - A bunyós — Írország/Amerikai Egyesült Államok - Április — Franciaország/Olaszország - Marius és Jeannette — Franciaország - A szélhámos — Oroszország/Franciaország                                                            |
| Legjobb új rendező | Legjobb animációs film |
| - Santiago Segura — Torrente, a törvény két balkeze - Salvador García Ruiz — Mensaka - Javier Fesser — P. Tinto csodája - Miguel Albaladejo — Az első éjszakám                                      | - ¡Qué Vecinos Tan Animales! - Ahmed, El Príncipe de La Alhambra |

### Egyéb díjak
| Legjobb operatőr | Legjobb vágás |
| --- | --- |
| - Mararía — Juan Ruiz Anchía - Álomlány — Javier Aguirresarobe - A nagyapa — Raúl Pérez Cubero - Tangó — Vittorio Storaro | - Az északi sarkkör szerelmesei — Iván Aledo - Álomlány — Carmen Frías - A nagyapa — Miguel González Sinde - Nyisd ki a szemed — María Elena Sáinz de Rozas                                                    |
| Legjobb látványtervezés | Legjobb gyártásvezető |
| - Álomlány — Gerardo Vera - A nagyapa — Gil Parrondo - Mararía — Félix Murcia - Nyisd ki a szemed — Wolfgang Burmann | - Álomlány — Angélica Huete - A nagyapa — Luis María Delgado, Valentín Panero - Nyisd ki a szemed — Emiliano Otegui - La hora de los valientes — Mikel Nieto                                                   |
| Legjobb hang | Legjobb vizuális effektusok |
| - Tangó — Jorge Stavropulos, Carlos Faruolo, Alfonso Pino - A nagyapa — José Antonio Bermúdez, Diego Garrido, Antonio García - Álomlány — Pierre Gamet, Dominique Hennequin, Santiago Thévenet - Nyisd ki a szemed — Daniel Goldstein, Ricardo Steinberg, Patrick Ghislain | - P. Tinto csodája — Raúl Romanillos, Félix Bergés - Álomlány — Emilio Ruiz, Alfonso Nieto - Nyisd ki a szemed — Reyes Abades, Alberto Esteban, Aurelio Sánchez - La hora de los valientes — Juan Ramón Molina |
| Legjobb jelmeztervezés | Legjobb smink |
| - Álomlány — Sonia Grande, Lala Huete - A nagyapa — Gumersindo Andrés - La hora de los valientes — Javier Artiñano - A los que aman — Mercè Paloma | - Álomlány — Antonio Panizza, Gregorio Ros - Los años bárbaros — Mercedes Guillot, José Quetglás - A nagyapa — Cristóbal Criado, Alicia López - Nyisd ki a szemed — Paca Almenara, Colin Arthur, Silvie Imbert |
| Legjobb rövidfilm | Legjobb rövid dokumentumfilm |
| - Un día perfecto - Génesis - Patesnak, Un Cuento de Navidad - Rufino - Viaje a la Luna | - Confluencias |
| Legjobb eredeti filmzene | |
| - Az északi sarkkör szerelmesei — Alberto Iglesias - Álomlány — Antoine Duhamel - Los años bárbaros — Juan Bardem - Mararía — Pedro Guerra | |

## Fordítás
- Ez a szócikk részben vagy egészben  a(z)   13rd Goya Awards című angol Wikipédia-szócikk fordításán alapul.  Az eredeti cikk szerkesztőit annak laptörténete sorolja fel. Ez a jelzés csupán a megfogalmazás eredetét és a szerzői jogokat jelzi, nem szolgál a cikkben szereplő információk forrásmegjelöléseként.